# Girish Chandra Saxena
Girish Chandra Saxena (Agra, 1928-14 de abril de 2017) fue un político indio. Realizó sus primeros estudios en el Allahabad College y en el GN K. High School de Kanpur. Licenciado de artes en la Universidad de Allahabad (1946), obtuvo luego como posgrado un máster en historia del arte, en la misma universidad (1948).
En 1950 se incorporó a los servicios de la Policía India y sirvió en Uttar Pradesh, como jefe de policía. Diputado en 1969, dirigió en 1983-1986 la Unidad de Investigación y Análisis del Gobierno hindú.
Asesor del primer ministro Rajiv Gandhi (1986-1988), llegó a ser elegido en 1990 como Gobernador General del estado de Jammu y Cachemira, donde logró importantes avances en materia internacional, pacificando la zona más militarizada del mundo, llegando a diversos acuerdos de paz con el Gobierno pakistaní y mejorando los sistemas básicos de la comunidad cachemira. Dejó el Gobierno cachemiro en 1993 y pasó a desempeñarse como diplomático en áreas de asuntos internacionales, asesor político del gobierno central en temas como la seguridad nacional y otros referidos a asuntos de inteligencia. Se dedicó a dar charlas y conferencias internacionales sobre esos temas. 
En 1998 dirigió la Academia Nacional de Administración. Elegido nuevamente gobernador de Jammu y Cachemira en 1998, desempeñó este cargo hasta 2003, en los momentos más críticos del conflicto con Pakistán por el dominio de esta región del Himalaya.
| Predecesor: K.V. Krishna Rao | Gobernador General de Jammu y Cachemira 1990-1993 | Sucesor: K.V. Krishna Rao |
| Predecesor: K.V. Krishna Rao | Gobernador General de Jammu y Cachemira 1998-2008 | Sucesor: S. K. Sinha      |